# 冀中五一战役
冀中五一战役，中国亦称冀中“五一”反“扫荡”、冀中“五一大扫荡”，是中国抗日战争中中日双方发生的战役。战役中日军采取拉网扫荡的战术，冀中八路军准备不充分，在反扫荡战役中虽给予日伪军较大的打击，但自身也损失惨重，绝大部分根据地变为游击区，主力部队转移到外线作战，由少数部队坚持斗争。战役中八路军缴获机枪4挺、步枪233支、手枪8支、掷弹筒4具、刺刀14把、子弹1.3万余发、手榴弹200余枚、战马23匹。

## 战前局势
华北方面军司令冈村宁次调集直辖第四十一师团和独立第九旅团的主力，以及一一○师团、二十六师团、独立第七旅团各一部，日军共五万余人。另有二十七师团和第二十九独立飞行队配合。从5月1日到7月1日，对冀中进行“十面出击”、“铁壁合围”、“大扫荡”。
华北方面军先于4月初派第二十七师团对冀东根据地扫荡；4月25日由第一一○师团对冀西地区扫荡；4月29日开始对冀南军区进行了突袭。

## 战斗经过
1942年5月初至6月底，日军华北方面军司令官冈村宁次指挥第41师团主力及第26、第27第、第110师团、独立混成第7、第9旅团各一部和骑兵第13联队及伪 军共5万余人，对冀中平原进大扫荡，日军占据冀中根据地所有县城和较大集镇、村庄，共建立1700多个据点，挖掘4000多公里封锁沟，把冀中根据地分割成2600余块。计划消灭冀中区的共产党武装，完全控制冀中地区。在八路军第三纵队司令员吕正操的领导下，八路军部队15个团和中共地方武装15个支队共3万余人，对日军展开反扫荡作战。冀中军区以一部兵力采用袭击、伏击、阻击等手段钳制进攻之日军，掩护机关转移，在深泽县白庄、无极县赵户村、肃宁县窝北镇、深县护驾池等地歼日军和伪军 1000余人。经十数日辗转激战，中共冀中领导机关和主力部队大部分脱离日军封锁圈，机关转移至阳河以东地区，中共部队则分散在内线进行游击战。
冀中部队和民兵依托地道和村间道沟，灵活运用地雷战、地道战，麻雀战袭击日军和伪军运输队，打击小股日军和伪军。期间，外线部队先后袭击 大城、文安、新镇、安国等20余座城镇，在无极县小吕王村、深泽县白庄、定县北喧等地多次阻击、伏击日伪军。6月底，日军缩于主要城镇，反扫荡战役结束。

## 战后影响
"五一"反扫荡战役历时两个月，中日双方共进行了大小战斗272次，中国军队毙伤日军和伪军共1.1万余人。同时中共武装亦损失惨重：中共的冀中根据地遭到严重摧残，中共冀中军区部队减员16800余人，平民被杀、被捕达5万余人。